# Dzieci natury
Dzieci natury (ang. Children of Nature, isl. Börn náttúrunnar) – islandzki film z 1991 roku w reżyserii Friðrika Þóra Friðrikssona. Nominowany był do Oscara w kategorii najlepszy film obcojęzyczny w 64. edycji. Jest jedynym islandzkim filmem, który kiedykolwiek został nominowany do tej nagrody. 

## Fabuła
Þorgeir, staruszek żyjący na islandzkiej wsi stał się już za słaby, by nadal prowadzić swoją farmę i czuje się niemile widziany w domu swojej córki i zięcia. Wtrącony zostaje do domu spokojnej starości w Reykjavíku, gdzie poznaje znajomą dziewczynę z młodości. Podejmują oni decyzję o wspólnej ucieczce. 

## Obsada
Źródło: Filmweb
- Bruno Ganz - Anioł
- Egill Ólafsson - Policjant
- Sigríður Hagalín - Stella
- Tinna Gunnlaugsdóttir - Pielęgniarka
- Baldvin Halldórsson - Kapitan

i inni.